# Referéndum constitucional sobre el matrimonio igualitario en Irlanda de 2015
La ley de la trigésima cuarta enmienda de la Constitución (matrimonio igualitario) de 2015 (anteriormente conocuida como proyecto de ley n.º 5 de 2015) enmendó la Constitución de la República de Irlanda para permitir el matrimonio entre dos personas sin distinción de su sexo. Antes de la promulgación, se suponía que la Constitución contenía una prohibición implícita del matrimonio entre personas del mismo sexo en Irlanda. Fue aprobada en un referéndum el 22 de mayo de 2015 por el 62 % de votantes y con una participación del 61 %. Era la primera vez que un Estado legalizó el matrimonio igualitario mediante el voto popular. El Tribunal de Apelaciones desestimó dos impugnaciones legales relativas a la celebración del referéndum el 30 de julio y el presidente de la República firmó el resultado del referéndum el 29 de agosto.  Una enmienda a la Ley de matrimonio de 2015 proveía a los matrimonios permitidos con el nuevo estatus constitucional. La ley entró en vigor el 16 de noviembre de 2015; la primera ceremonia de matrimonio entre personas del mismo sexo se celebró el 17 de noviembre de 2015.

## Cambios al texto
La enmienda insertó una nueva sección 4 al artículo 41 de la Constitución. El texto inglés e irlandés dice:

4. Marriage may be contracted in accordance with law by two persons without distinction as to their sex.
4. Féadfaidh beirt, gan beann ar a ngnéas, conradh pósta a dhéanamh de réir dlí.
4. El matrimonio puede ser contraído de conformidad con la ley por dos personas sin distinción del sexo.

El texto en irlandés e inglés pretende tener el mismo significado; en caso de conflicto, prevalece la versión irlandesa.

### Modificaciones a la redacción en irlandés
El texto irlandés de la enmienda cuando presentó en primera lectura legislativa era:

4. Féadfaidh beirt, cibé acu is fir nó mná iad, conradh a dhéanamh i leith pósadh de réir dlí.

El periodista Bruce Arnold argumentó en contra del proyecto de ley en dos artículos en The Irish Times, uno de los cuales se centró en supuestos problemas con el texto irlandés. Arnold argumentó que el texto irlandés describe solo parejas del mismo sexo, por lo que el matrimonio entre personas de distinto sexo sería ilegal. Fuentes de gobierno señalaron que las palabras impugnadas por Arnold (beirt y cibé acu is fir nó mná) ya se utilizaban con una intención similar en otras partes de la constitución. Los contrapuntos de los académicos en derecho fueron que la estricta interpretación construccionista de Arnold sería superada por la «doctrina del absurdo» y que no mencionar el matrimonio entre personas de distinto sexo no lo convertiría en ilegal. No obstante, algunos argumentaron que el texto irlandés tendría que modificarse para eliminar todas las dudas. El taoiseach Enda Kenny anunció el 10 de marzo de 2015 que se realizaría dicho cambio. La ministra de Justicia Frances Fitzgerald presentó la enmienda en el Dáil al día siguiente.

## Antecedentes
Katherine Zappone y Ann Louise Gilligan perdieron una demanda en un tribunal de primera instancia en 2006 para el reconocimiento por el Estado irlandés de su matrimonio celebrado en Canadá. La Ley de Unión Civil y Obligaciones y Derechos Seguros de Cohabitantes de 2010 instituyó la unión civil en el país. Después de las elecciones generales de 2011, los partidos Fine Gael y Laborista formaron una gobierno de coalición, cuyo programa incluyó el establecimiento de una convención constitucional para examinar cambios potenciales en temas específicos, como la «Provisión para la legalización de matrimonio del mismo sexo». La convención consideró el asunto en mayo de 2013 y votó para recomendar que se requiera al Estado, en lugar de simplemente permitir, que permita el matrimonio igualitario. Su informe fue entregado formalmente en julio y el gobierno respondió en diciembre, cuando el taoiseach Enda Kenny dijo que se celebraría un referéndum «a más tardar a mediados de 2015».  Todas las enmiendas a la Constitución tienen que ser refrendadas por el pueblo en un referéndum antes de convertirse en ley.
Algunos académicos legales afirmaron que extender el matrimonio a parejas del mismo sexo no requería una enmienda constitucional y podría haberse logrado mediante una ley ordinaria del Oireachtas. El entonces ministro Shatter no estuvo de acuerdo en noviembre de 2013, afirmando que había «amplia jurisprudencia» en el sentido de que «el matrimonio se entiende como entre un hombre y una mujer».
En enero de 2015, la redacción de la enmienda propuesta se acordó en una reunión especial del gabinete y se publicó en la prensa. El proyecto de ley fue presentado formalmente en el Dáil por la ministra de Justicia e Igualdad, Frances Fitzgerald.
En abril se aprobó de manera independiente la Ley de Relaciones Infantiles y Familiares de 2015, que incluía los derechos de adopción por las parejas del mismo sexo; antes de su aprobación, las personas solteras homosexuales o lesbianas, o una de las parejas de una pareja del mismo sexo, podían adoptar, pero la adopción conjunta por parte de ambos no era posible. El esquema general de este proyecto de ley fue publicado para consulta en enero de 2014; en 2015 fue aprobado por el Dáil el 12 de marzo y el Seanad el 30 de marzo y promulgado el 6 de abril. En mayo de 2018, los efectos de esta legislación solo se ha iniciado parcialmente.

## Referéndum

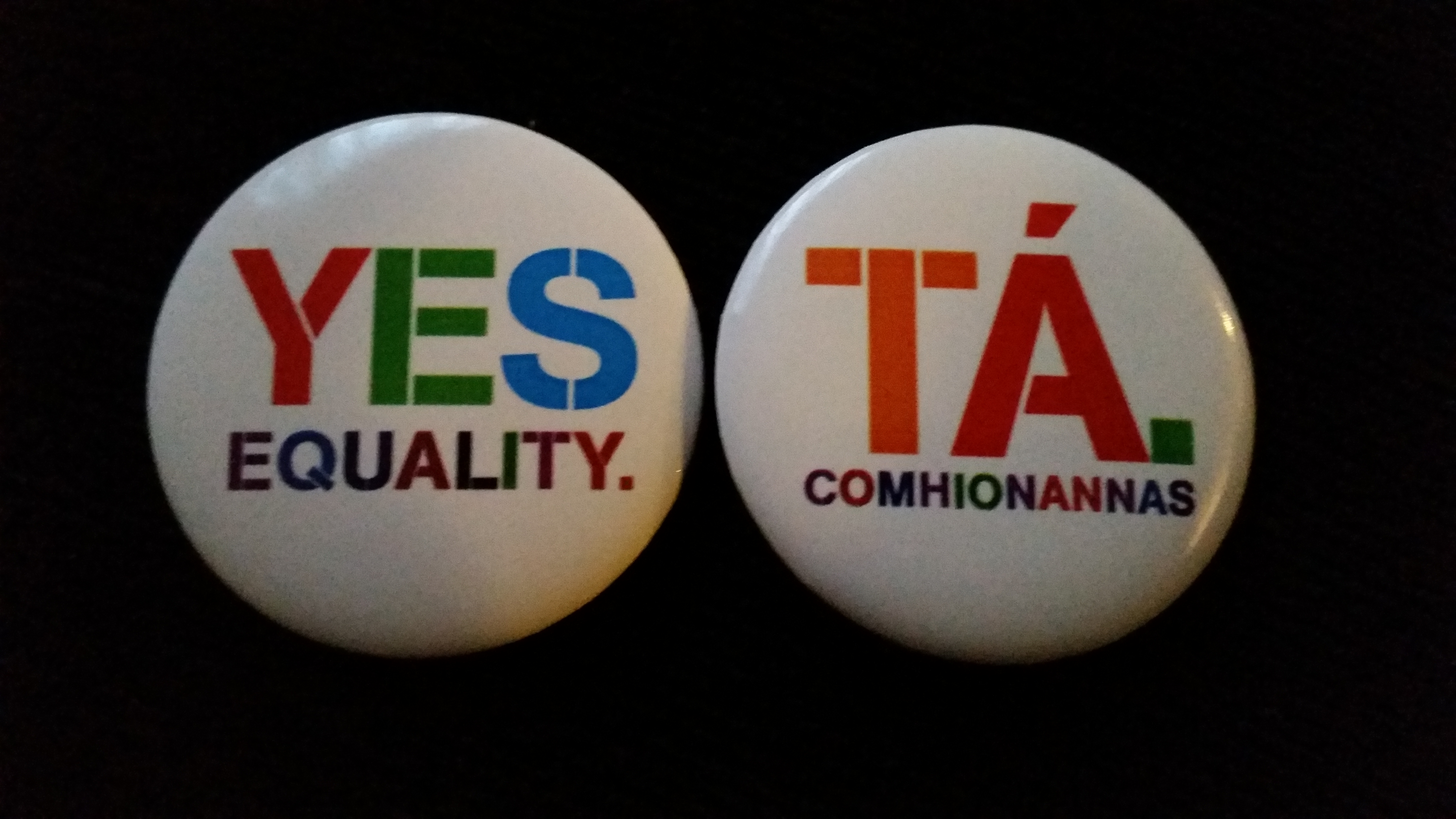
Pines en inglés e irlandés promoviendo el sí en el referéndum.

El 22 de mayo de 2015 se celebraron dos referendos, sobre el proyecto de ley de matrimonio y otra enmienda constitucional, para reducir la edad de candidatura a la Presidencia. Los referendos necesitan una mayoría simple de los votos emitidos para aprobarse. El mismo día se celebró una elección parcial del Dáil en Carlow-Kilkenny.
Según la Comisión del Referéndum, si se aprueba el referéndum:
- Dos personas del sexo opuesto o del mismo sexo podrán casarse entre sí.
- Las otras reglas detalladas sobre quién puede casarse seguirán estando establecidas en la legislación.
- El estatus constitucional del matrimonio se mantendrá inalterado.
- Un matrimonio entre dos personas del mismo sexo tendrá el mismo estatus bajo la Constitución que un matrimonio entre un hombre y una mujer.
- Las parejas casadas del sexo opuesto o del mismo sexo serán reconocidas como familia y tendrán derecho a la protección constitucional de la familia.

### Encuestas de opinión
| Fecha de publicación   | Excluye otro | Excluye otro | Incluye otro | Incluye otro | Incluye otro | Encuestadora          | Encargado por                         | Referencias          |
| Fecha de publicación   | Sí (%)       | Ningún (%)   | Sí (%)       | Ningún (%)   | Otro (%)     | Encuestadora          | Encargado por                         | Referencias          |
| ---------------------- | ------------ | ------------ | ------------ | ------------ | ------------ | --------------------- | ------------------------------------- | -------------------- |
| 17 de mayo de 2015     | 73           | 27           | 69           | 25           | 6            | Red C                 | The Sunday Business Post              | [ 32 ] [ 33 ] [ 34 ] |
| 17 de mayo de 2015     | 71           | 29           | 63           | 26           | 11           | Behaviour & Attitudes | The Sunday Times                      | [ 33 ] [ 35 ]        |
| 17 de mayo de 2015     | 69           | 31           | 53           | 24           | 23           | Millward Brown        | Sunday Independent                    | [ 36 ] [ 37 ]        |
| 16 de mayo de 2015     | 70           | 30           | 58           | 25           | 17           | Ipsos MRBI            | The Irish Times                       | [ 38 ]               |
| 7 de mayo de 2015      |              |              | 78           | 16           | 6            | Amárach Research      | RTÉ – Claire Byrne Live               |                      |
| 25 de abril de 2015    | 78           | 22           | 72           | 20           | 8            | Red C                 | The Sunday Business Post              | [ 39 ] [ 40 ]        |
| 17 de abril de 2015    |              |              | 77           | 14           | 9            | Amárach Research      | RTÉ – Claire Byrne Live               | [ 41 ]               |
| 27 de marzo de 2015    | 74           | 26           |              |              |              | Ipsos MRBI            | The Irish Times                       | [ 42 ]               |
| 24 de enero de 2015    | 77           | 22           |              |              |              | Red C                 | The Sunday Business Post              | [ 43 ] [ 44 ]        |
| 8 de diciembre de 2014 | 81           | 19           | 71           | 17           | 12           | Ipsos MRBI            | The Irish Times                       | [ 45 ]               |
| 13 de octubre de 2014  | 76           | 24           | 68           | 23           | 9            | Ipsos MRBI            | The Irish Times                       | [ 46 ] [ 45 ]        |
| 1 de abril de 2014     | 76           | 24           | 67           | 21           | 12           | Ipsos MRBI            | The Irish Times                       | [ 47 ]               |
| 20 de febrero de 2014  | 80           | 20           | 76           | 19           | 5            | Red C                 | The Sunday Business Post / Prime Time | [ 48 ] [ 49 ]        |
| 7 de noviembre de 2013 | 81           | 19           | 76           | 18           | 6            | Red C                 | Paddy Power                           | [ 50 ] [ 51 ]        |
| 1 de noviembre de 2012 | 64           | 36           | 53           | 30           | 17           | Ipsos MRBI            | The Irish Times                       | [ 47 ]               |
| 1. 2.                  |              |              |              |              |              |                       |                                       |                      |

## Resultado
El conteo comenzó a las 09:00 IST del 23 de mayo (08:00 UTC). Los primeros sondeos rápidamente comenzaron a indicar una victoria para la campaña del sí, con el ministro de Estado Aodhán Ó Ríordáin declarando una victoria «aplastante» en Dublín a solo 8 minutos de haberse contado. Figuras clave en la campaña del no, como David Quinn, comenzaron a admitir la derrota a las 10:00, mucho antes que cualquier distrito electoral que declarara su conteo final.
Las regiones urbanas generalmente registraron índices de aprobación más altos para el cambio. Los porcentajes del sí más altos se registraron en la región de Dublín con la totalidad de los diez primeros por porcentaje de votos afirmativos en la región (con un voto afirmativo total de 71% para la región) y los primeros quince puestos situados en el Gran Dublín Área. Los distritos urbanos de Cork también se ubicaron por encima del promedio nacional, al igual que la ciudad de Limerick. Aunque se esperaba que los distritos electorales de Donegal devolvieran un voto negativo, de hecho, de todos los distritos que informaron una mayoría de votos afirmativos, el margen más bajo se registró en el suroeste de Donegal, donde un voto del sí se alcanzó por un margen de solo 33 votos, Roscommon-South Leitrim fue el único distrito electoral que obtuvo una mayoría de votos del no.

### Resultado nacional
Los resultados nacionales fueron los siguientes:
| Sí: 1 201 607 (62.07 %) | No: 734 300 (37.93 %) |
| ▲                       |                       |

### Resultados por circunscripción
| Circunscripción           | Electorado | Porcentaje (%) | Votos     | Votos   | Proporción de votos | Proporción de votos |
| Circunscripción           | Electorado | Porcentaje (%) | Yes       | No      | Yes                 | No                  |
| ------------------------- | ---------- | -------------- | --------- | ------- | ------------------- | ------------------- |
| Carlow–Kilkenny           | 104 735    | 65.43%         | 38 166    | 29 697  | 56.24%              | 43.76%              |
| Cavan–Monaghan            | 99 265     | 57.19%         | 28 494    | 27 763  | 50.65%              | 49.35%              |
| Clare                     | 81 809     | 59.44%         | 28 137    | 20 154  | 58.27%              | 41.73%              |
| Cork East                 | 81 534     | 60.90%         | 30 383    | 18 845  | 61.70%              | 38.30%              |
| Cork North-Central        | 75 263     | 59.87%         | 28 479    | 16 182  | 63.77%              | 36.23%              |
| Cork North-West           | 62 118     | 62.80%         | 22 388    | 16 298  | 57.90%              | 42.10%              |
| Cork South-Central        | 92 422     | 63.86%         | 38 591    | 20 072  | 65.78%              | 34.22%              |
| Cork South-West           | 59 813     | 61.70%         | 20 627    | 16 225  | 56.00%              | 44.00%              |
| Donegal North-East        | 59 721     | 51.44%         | 16 040    | 14 492  | 52.46%              | 47.54%              |
| Donegal South-West        | 62 171     | 51.98%         | 15 907    | 15 874  | 50.05%              | 49.95%              |
| Dublin Central            | 57 193     | 57.98%         | 23 861    | 9 108   | 72.37%              | 27.63%              |
| Dublin Mid-West           | 67 091     | 63.39%         | 29 984    | 12 291  | 70.93%              | 29.07%              |
| Dublin North              | 72 523     | 65.83%         | 34 494    | 13 009  | 72.61%              | 27.39%              |
| Dublin North-Central      | 53 785     | 68.85%         | 25 382    | 11 431  | 68.95%              | 31.05%              |
| Dublin North-East         | 59 549     | 66.38%         | 26 222    | 13 090  | 66.70%              | 33.30%              |
| Dublin North-West         | 50 943     | 59.64%         | 20 919    | 8 814   | 70.36%              | 29.64%              |
| Dublin South              | 103 969    | 69.24%         | 49 109    | 21 150  | 69.90%              | 30.10%              |
| Dublin South-Central      | 80 406     | 60.56%         | 34 988    | 13 418  | 72.28%              | 27.72%              |
| Dublin South-East         | 59 376     | 58.02%         | 25 655    | 8 594   | 74.91%              | 25.09%              |
| Dublin South-West         | 71 232     | 63.41%         | 32 010    | 12 901  | 71.27%              | 28.73%              |
| Dublin West               | 65 643     | 64.36%         | 29 690    | 12 350  | 70.62%              | 29.38%              |
| Dún Laoghaire             | 80 176     | 67.05%         | 38 284    | 15 168  | 71.62%              | 28.38%              |
| Galway East               | 85 900     | 56.01%         | 25 389    | 22 265  | 53.28%              | 46.72%              |
| Galway West               | 95 180     | 55.18%         | 32 037    | 20 053  | 61.50%              | 38.50%              |
| Kerry North–West Limerick | 62 523     | 57.21%         | 19 678    | 15 808  | 55.45%              | 44.55%              |
| Kerry South               | 57 524     | 58.19%         | 18 357    | 14 831  | 55.31%              | 44.69%              |
| Kildare North             | 79 014     | 62.05%         | 33 960    | 14 782  | 69.67%              | 30.33%              |
| Kildare South             | 60 384     | 58.41%         | 23 199    | 11 861  | 66.17%              | 33.83%              |
| Laois–Offaly              | 108 436    | 58.37%         | 35 685    | 27 135  | 56.81%              | 43.19%              |
| Limerick                  | 64 100     | 58.51%         | 20 322    | 16 797  | 54.75%              | 45.25%              |
| Limerick City             | 61 421     | 63.30%         | 24 789    | 13 855  | 64.15%              | 35.85%              |
| Longford–Westmeath        | 87 425     | 54.77%         | 25 445    | 22 025  | 53.60%              | 46.40%              |
| Louth                     | 102 561    | 59.92%         | 38 758    | 22 313  | 63.46%              | 36.54%              |
| Mayo                      | 97 296     | 57.48%         | 28 801    | 26 566  | 52.02%              | 47.98%              |
| Meath East                | 64 956     | 59.68%         | 24 525    | 14 025  | 63.62%              | 36.38%              |
| Meath West                | 63 649     | 56.28%         | 21 374    | 14 189  | 60.10%              | 39.90%              |
| Roscommon–South Leitrim   | 59 392     | 61.49%         | 17 615    | 18 644  | 48.58%              | 51.42%              |
| Sligo–North Leitrim       | 62 031     | 57.78%         | 19 043    | 16 502  | 53.57%              | 46.43%              |
| Tipperary North           | 62 233     | 62.50%         | 22 077    | 18 298  | 54.68%              | 45.32%              |
| Tipperary South           | 56 060     | 59.30%         | 19 203    | 15 012  | 54.69%              | 45.31%              |
| Waterford                 | 79 669     | 59.37%         | 28 313    | 18 620  | 60.33%              | 39.67%              |
| Wexford                   | 111 474    | 57.82%         | 40 692    | 23 298  | 63.59%              | 36.41%              |
| Wicklow                   | 94 275     | 68.77%         | 44 059    | 20 384  | 68.37%              | 31.63%              |
| Total                     | 3 206 151  | 60.52%         | 1 201 607 | 734 300 | 62.07%              | 37.93%              |

## Promulgación
En virtud de la Ley de Referéndum de 1994, el escrutador nacional emitió un certificado provisional del resultado del referéndum al magistrado presidente del Tribunal Superior y publicó un aviso en el Iris Oifigiúil, la gaceta oficial. Los ciudadanos tienen siete días para presentar una petición impugnando el resultado. Si no se presenta ninguna inpugnación, el certificado provisional se toma como definitivo por el magistrado presidente y el proyecto de ley se envía a la Presidencia de la República para ser sancionada como ley, modificándose con ello la Constitución. Dos peticiones contra el referéndum matrimonial fueron rechazadas en el Tribunal Superior en junio y en el Tribunal de Apelaciones en julio, tras lo cual el presidente Michael D. Higgins firmó el proyecto de ley el 29 de agosto de 2015

### Peticiones de impugnación
El certificado provisional de referéndum se emitió el 25 de mayo de 2015 y se publicó al día siguiente en el Iris Oifigiúil. Dentro del plazo establecido, se presentaron dos peticiones separadas que impugnaban el certificado y se examinaron en el Tribunal Superior el 5 de junio. Los peticionarios, Gerry Walshe y Maurice J. Lyons, eran litigantes legos. Walshe argumentó que a los partidos políticos que reciben fondos estatales se les debería haber prohibido hacer campaña, que las copias de la enmienda deberían haber estado disponibles en las oficinas de correos y que el secreto del voto se vio comprometido por los números de serie en las papeletas y las cámaras de circuito cerrado de televisión en algunos colegios electorales. Lyons argumentó que la enmienda está redactada de manera demasiado vaga y es incompatible con el «espíritu cristiano» de la Constitución y la referencia a «la mujer... en el hogar» y también que los no votantes deberían haber sido contados como «no votantes». Nicholas Kearns, presidente del Tribunal Superior, desestimó ambas solicitudes y cargó las costas a los peticionarios. Walshe y Lyons apelaron las decisiones y el 29 de junio el Tribunal de Apelaciones programó audiencias para el 30 de julio. El 30 de julio el tribunal confirmó las desestimaciones y las indemnizaciones en costas contra ambos peticionarios. Los pasos restantes fueron los prescritos por la Ley de Referéndum de 1994: el 24 de agosto, el magistrado del Tribunal Superior notificó formalmente al escrutador del referéndum Ríona Ní Fhlanghaile que no había aceptado ninguna petición; el 28 de agosto, Ní Fhlanghaile envió el certificado de referéndum definitivo al taoiseach y al presidente; el 29 de agosto, el presidente firmó la enmienda para convertirla en ley.
Mientras tanto, el 27 de agosto, tanto Walshe como Lyons solicitaron al Corte Suprema que revocara la decisión del Tribunal de Apelación, aunque ninguno pidió una suspensión de los actos del magistrado presidente ni del escrutador nacional; sus solicitudes no impidieron que el proyecto de ley fuese promulgado. El 16 de septiembre, la Corte Suprema denegó la solicitud de apelación, afirmando que ninguno de los solicitantes había planteado ningún punto de fondo. La Corte Suprema criticó la decisión de finalizar la certificación del referéndum antes de tomar su decisión; sin embargo, el Tribunal Superior rechazó el 23 de septiembre una alegación de Walshe de que, por tanto, el certificado no era válido. La Presidencia de la República y el Departamento de Medio Ambiente también manifestaron haber actuado de conformidad con la ley. El magistrado presidente del Tribunal Superior dijo que el problema surgió porque la Ley de Referéndum de 1994 no tuvo en cuenta el Tribubal de Apelaciones, creado en 2014 por medio del referéndum de la trigésima tercera enmienda de la Constitución. El conferencista Conor O'Mahony sugirió que el magistrado presidente, aunque no estaba obligado a esperar una apelación de la Corte Suprema, mejor hubiese optado por hacerlo. La Corte Suprema sugirió que el hecho de que los demandantes no solicitaran una suspensión de la decisión del Tribunal de Apelaciones en espera de una solicitud de apelación del Tribunal Supremo era una consecuencia de que eran litigantes legos y que un abogado profesional no habría cometido tal omisión.

### Implementación
En marzo de 2015, el Departamento de Justicia publicó el esquema general del Proyecto de Ley de Matrimonio de 2015, en el que se establecen los cambios que se realizarán en la legislación sobre matrimonio si se promulga la enmienda propuesta. Estos incluyen eliminar la prohibición legislativa sobre el matrimonio de parejas del mismo sexo, permitir que los matrimonios extranjeros entre personas del mismo sexo se registren en Irlanda como matrimonios en lugar de parejas civiles y disolver una unión civil si la pareja se casan. Los oficiantes autorizados para matrimonio religiosos se les permitiría negarse a celebrarlo en ceremonias entre personas del mismo sexo. El abogado Benedict Ó Floinn consideró que la redacción del proyecto de ley debería haberse completado antes del referéndum, para minimizarlagunas legales por las que la ley estaría fuera de sintonía con la Constitución. La Ley de Reconocimiento de Género de 2015 requiere que una persona transgénero no esté casada para reconocer un cambio de sexo legal; el proyecto de ley de matrimonio tiene la intención de eliminar esta restricción.
El gobierno esperaba que se promulgara el Proyecto de Ley de Matrimonio antes del aplazamiento de verano de Oireachtas, pero las audiencias de petición de referéndum en el Tribunal de Apelaciones retrasaron esto. El gobierno tenía la intención de promulgar el proyecto de ley de matrimonio «lo antes posible» después de la reanudación del Dáil el 22 de septiembre de 2015. El proyecto de ley establece que las solicitudes de unión civil pendientes cuando entre en vigor se pueden convertir en solicitudes de matrimonio. La ministra de Justicia declaró que los matrimonios en virtud de esta disposición deberían tener lugar en noviembre. El proyecto de ley fue aprobado en una reunión de gabinete el 16 de septiembre para su publicación al día siguiente. Pasó su etapa final en la legislatura el 22 de octubre de 2015 y, en ausencia del jefe de Estado que se encontraba fuera del país, fue promulgada el 29 de octubre de 2015 por la Comisión Presidencial.
La Ley de Matrimonio de 2015 entró en vigor el 16 de noviembre de 2015. La primera ceremonia de matrimonio entre personas del mismo sexo se realizó al día siguiente en Clonmel, condado de Tipperary.